# لورين لازو
لورين لازو (بالإنجليزية: Lauren Lazo)‏ (5 مايو 1993 ببيلينغز في الولايات المتحدة - ) هي لاعبة كرة قدم أمريكية في مركز الدفاع. لعبت مع بوسطن بريكرز وOrange County SC ‏.

## وصلات خارجية
- لورين لازو على موقع قاعدة بيانات كرة القدم.إي يو (الإنجليزية)
- لورين لازو على موقع Soccerway.com (الإنجليزية)